# Heinrich Menge
Heinrich Menge (* 19. Juni 1838 in Aachen; † nach 1904) war ein deutscher Altphilologe und Gymnasiallehrer.
Er war von 1860 bis 1864 ordentlicher Lehrer am Gymnasium in Andernach, danach an den Gymnasien in Düsseldorf und Koblenz, anschließend Direktor des Katholischen Gymnasiums in Glogau und von 1882 bis 1891 Direktor des Großherzoglichen Gymnasiums in Mainz. Im Ruhestand lebte er in Bonn.
Menge war mit Johan Ludvig Heiberg Herausgeber der kritischen Ausgabe der Werke Euklids beim B. G. Teubner Verlag. Speziell gab er dort die Data des Euklid mit dem Kommentar von Marinos von Neapolis in Band 6 heraus. Nach der Ausgabe von Menge gaben Clemens Thaer 1962 eine deutsche Übersetzung der Data und G. L. MacDowell und M. A. Sokolik eine englische Übersetzung heraus.

## Schriften
- Die Parabel-Quadratur des Archimedes. Programm Gymnasium Andernach 1863 (Volltext).
- Des Archimedes Kreismessung nebst des Eutokius aus Ascalon Commentar. In: Programm Gymnasium Koblenz. 1874, S. 4–15 mit 1 Tafel